# Нові Дениська
Нові Дениська (пол. Dyniska Nowe) — осада (селище) у Польщі, розташоване в Люблінському воєводстві Томашовського повіту, ґміни Любича-Королівська.